# Ripieno
Ripieno (Italiaans: volledig), afgekort: R, rip., is een uit de 18e eeuw daterende aanduiding voor het volledige orkest (tutti) in een concerto grosso, het volledige orgel ('organo pleno'), alsook in het algemeen voor alle meervoudig bezette stemmen die in tegenstelling tot de solistenstemmen staan; ook als aanduiding binnen de koorwereld. Onder ripiënisten worden verstaan dienovereenkomstige orkestmusici of zangers zonder solistische taak.
Tegenwoordig wordt het woord ook nog bij de koperblazers in het orkest gebruikt. De 'basso ripieno' verlangt de versterking van het tutti-gedeelte bijvoorbeeld ritornelle. 'Senza ripieno' betekent dat alleen de solisten spelen. Dikwijls wordt het woord tot "repiano" verhaspeld.
In 1807 richtte muziekleraar, dirigent en componist Carl Friedrich Zelter samen met tien instrumentalisten de Ripienschool voor instrumentale muziek op binnen de Zangacademie van Berlin.
Binnen de orgelbouw is ripieno sinds ca. 1900 de Italiaanse betekenis voor het plenum van een orgel.